# ReVolta de 2018
La reVolta de 2018 fou la primera edició de la reVolta. Es va celebrar a Barcelona el 25 de març de 2018, coincidint amb la darrera etapa de la Volta a Catalunya de 2018 masculina. De fet, la Volta Ciclista a Catalunya Associació Esportiva, l'entitat que organitza les proves femenina i masculina, la va programar entremig de la sortida i l’arribada de l'etapa professional masculina, circumstància que el seu president, Rubén Peris, va criticar posteriorment indicant que "[la reVolta] semblava posada amb calçador".
A causa del poc temps disponible abans de l'arribada de la cursa masculina, les ciclistes havien de rodar durant 45 minuts, més una volta extra, al voltant d'un circuit de 3,85 km per la muntanya de Montjuïc. Després de 9 voltes (34 km), l'estatunidenca Lauren Stephens (Cyclance Pro Cycling) es va imposar a l'esprint final a la catalana Lorena Llamas (Movistar Team Women). Sofía Rodríguez i Sara Martín (Sopela Womens Team), totes dues de la categoria sub-23, van arribar a 9 segons en la tercera i quarta posició, respectivament.
A banda de la competició individual, també es va celebrar un Premi de la Muntanya. A cada pas per davant del Museu Olímpic, les tres primeres corredores puntuaven 3, 2 i 1 punts. La catalana Maria Mercè Pacio (Catema.cat) es va imposar a la resta amb 12 punts.

## Classificació general
De les 118 corredores inscrites, 96 van completar la competició, essent Lauren Stephens la primera que va creuar la línia d'arribada.
| Posició | Ciclista         | Equip                      | Temps |
| ------- | ---------------- | -------------------------- | ----- |
| 1       | Lauren Stephens  | Cylance Pro Cycling        | 54:01 |
| 2       | Lorena Llamas    | Movistar Team              | m.t   |
| 3       | Sofía Rodríguez  | Sopela Womens Team         | 54:10 |
| 4       | Sara Martín      | Sopela Womens Team         | m.t.  |
| 5       | Belén López      | DC Ride - Vektor           | 54:28 |
| 6       | Alphanie Midelet | C.C. Le Boulou             | m.t   |
| 7       | Teresa Ripoll    | Hyunday Korio Car - DSTREL | m.t.  |
| 8       | Iurani Blanco    | Catema.CAT                 | m.t.  |
| 9       | Emeline Azam     | C.C. Le Boulou             | m.t.  |
| 10      | Júlia Casas      | Probike Club               | m.t.  |